# Complexe sportif

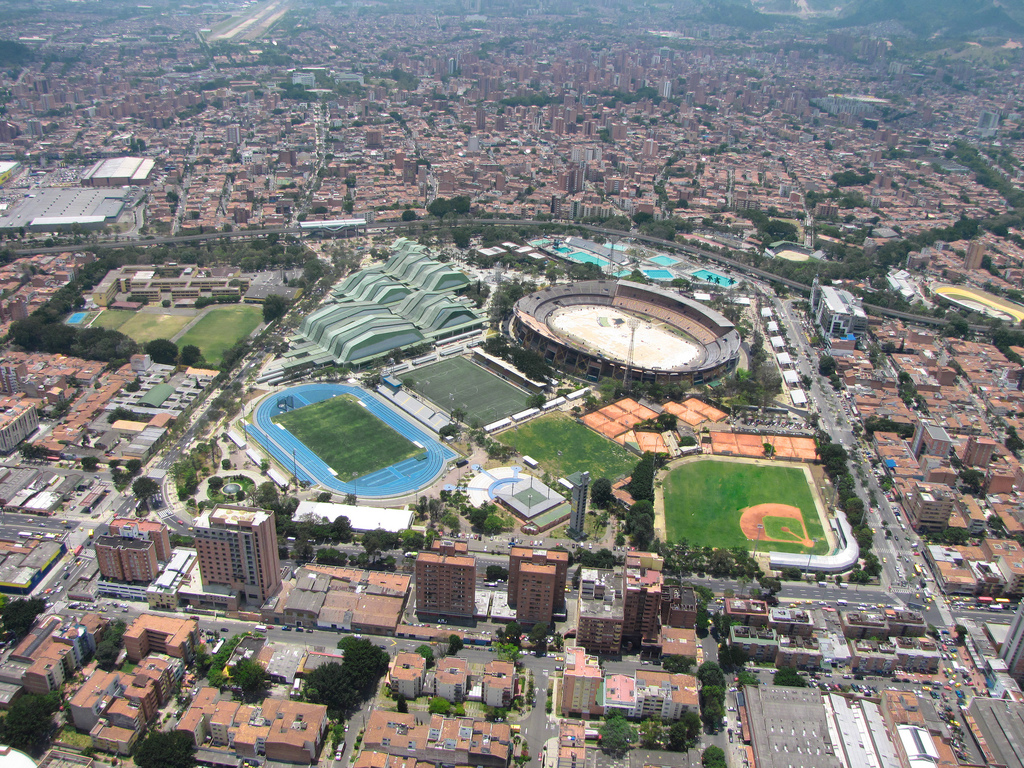
Le Complexe sportif Atanasio-Girardot à Medellín, 2010

Un complexe sportif (ou centre sportif) est une infrastructure regroupant des équipements destinés à la pratique d'un ou plusieurs sports,. Ces équipements peuvent être une salle omnisports, un stade de football, un terrain de tennis, une salle de sport, de la restauration, une bibliothèque, des bâtiments de l'administration, un hub technologique, des salles de formation, un spa ou encore une clinique.